# 拉德拉达
拉德拉达，是西班牙卡斯蒂利亚-莱昂阿维拉省的一个市镇。 总面积59km2, 总人口1960人（2001年），人口密度33人/km2。